# 一角形

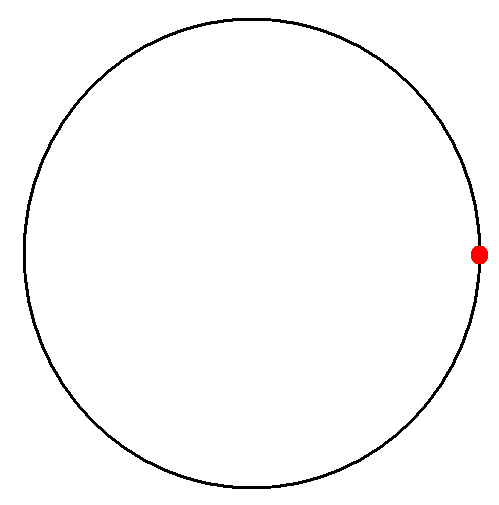
圓形上的正一角形

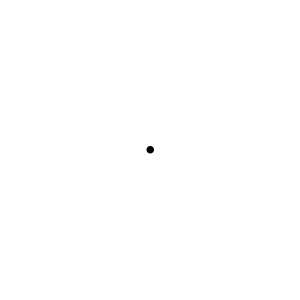
平面上的正一角形只有一個點

一角形（英語： Monogon）又稱一邊形是多邊形的一種。只有1條邊，1個頂點的圖形。在施萊夫利符號中利用{1}來表示。由於一角形沒有内角並且只有一條邊，因此所有一角形都是正一角形。

## 歐幾里得幾何
在歐幾里得幾何中，一角形只能在特別條件下存在，因為它的起點與終點屬同一位置，「邊」在平面上的一條邊無限地擴展，因此沒有可能形成一個多邊形。

## 球面幾何學
在球面幾何學中，一角形可以在球面上繪出。 當兩個一角形在球面上形成多邊形二面體，擁有同一個邊和頂點；在施萊夫利符號中利用{1,2}來表示。
| 密鋪            | 密鋪            | 本身            |
| {1,2}           | {2,1}           | {1,1}           |
| (F:2, E:1, V=1) | (F:1, E:1, V=2) | (F:1, E:0, V=1) |
| --------------- | --------------- | --------------- |